# 通江街道 (无锡市)
通江街道，2004年由周山浜和工运桥两个街道合并而成，是中华人民共和国江苏省无锡市梁溪区下辖的一个乡镇级行政单位。2021年10月20日，撤销北大街街道、通江街道、五河街道，设立新的北大街街道。

## 行政区划
通江街道下辖以下地区：
老戏馆弄社区、长庆路社区和站北社区。